# Carl Joachim Hambro (bankier)
 Der er flere personer med dette navn, se Carl Joachim Hambro.
Carl Joachim baron Hambro (født 23. november 1807 i København, død 27. november 1877 i London) var en dansk bankier.
Hambro var en søn af bankier Joseph Hambro, der var Frederik den 6.s bankier under den danske statsbankerot. Carl  blev født i København 23. november 1807. Han var af jødisk slægt, men opdroges i Folkekirkens tro og var som dreng i huset hos professor J.C.H. Reinhardt. Han var elev på Borgerdydskolen i København, hvorfra han blev student 1825, men uddannede sig senere som handelsmand. I 1830erne bosatte han sig i London, hvorhen faderen fulgte ham i 1840. Det bankierhus, som han her ledede, C. J. Hambro & Son, blev efterhånden et af de betydeligste i London.
Ligesom faderen vedblev han at nære interesse for Danmark, med hvilket land han vedligeholdt udstrakte handelsforbindelser. For den danske stat negocierede Hambro statslån i 1849 og 1850 og i 1864, ligesom han også havde væsentlig andel i anlægget af Korsørbanen og andre betydelige danske foretagender. Han lånte Danmark penge til Treårskrigen og Camillo Cavour penge til den italienske samling. Ved patent af 6. oktober 1851 blev han optaget i den danske friherrestand, således at den friherrelige titel til enhver tid skal bæres af den af hans mandlige descendenter, der er at betragte som familiens overhoved. Sin interesse for sin fødeby har han navnlig lagt for dagen ved de store gaver, han har skænket til københavnske formål. Særlig må nævnes hans stiftelse af de Hambroske Bade- og Vaskeanstalter, som han har doneret med store pengesummer. I 1852 købte han den engelske herregård Milton Abbey i Dorset.
Hambro var gift 1. gang med Caroline Marie f. Gostenhofer (d. 8. marts 1852) og 2. gang med Eliza f. Greathead. I første ægteskab fødtes ham tre sønner og en datter. Han døde i London 17. november 1877, hvorefter forretningen og friherretitelen gik i arv til hans yngste søn, Everard Alexander Hambro (f. 11. april 1842).

## Badeanstalter
I 1850 besluttede han sig for at han ville gøre sin fødeby en tjeneste - København. Hovedstadens mange fattige skulle have mulighed for at få et bad. »De Hambroske Bade« skulle forbedre de mange fattiges hygiejniske forhold.
Efter en stor donation var det derfor planen at etablere bade- og vaskeanstalter. Således blev hovedstadens første badeanstalt bygget på den gamle kirkegård bag Trinitatis Kirke. Senere fulgte flere badeanstalter.  Der kom konkurrence fra andre badeanstalter, og det sidste af Hambros bade lukkede i 1918.
Nogle år tidligere var den første kommunale varmtvandsbadeanstalt åbnet. Opført i Saxogade i 1903. Senere kom også Sofiegade og Helsingørgade til. I dag er Sofiebadet og Sjællandsgade Bad de eneste, der er tilbage i København.